# فرناندو فرتی
فرناندو فرتی (پرتغالی: Fernando Ferretti; ۲۶ آوریل ۱۹۴۹ – ۲۹ اوت ۲۰۱۱) بازیکن فوتبال اهل برزیل بود.
از باشگاه‌هایی که در آن بازی کرده است می‌توان به باشگاه فوتبال فلومیننزه، باشگاه ورزشی ویتوریا، باشگاه فوتبال سنترو اسپورتیوو آلاگوانو، باشگاه ورزشی واسکو دوگاما، باشگاه فوتبال اتلتیکو پارانائنزه، باشگاه ورزشی گویانینسه، باشگاه ورزشی سئارا، باشگاه فوتبال بوتافوگو، و باشگاه فوتبال سانتوس اشاره کرد.
وی همچنین در تیم ملی فوتبال زیر ۲۳ سال برزیل بازی کرده است.